# Pterygocythereis alophia
Pterygocythereis alophia is een mosselkreeftjessoort uit de familie van de Trachyleberididae. De wetenschappelijke naam van de soort is voor het eerst geldig gepubliceerd in 1983 door Hazel.